# آنتونی (کانزاس)
آنتونی (به انگلیسی: Anthony) شهری در ایالت کانزاس کشور ایالات متحده آمریکا است که جمعیت آن در سرشماری سال ۲۰۱۰ میلادی، ۲٬۲۶۹ نفر بوده‌است.